# GRAND CROSS CHRONICLE
『GRANDCROSS CHRONICLE』（グランドクロス・クロニクル）は、2011年1月20日に稼働を開始したコナミデジタルエンタテインメント（2016年11月よりコナミアミューズメントに運営移管）のメダルゲームである。GRAND CROSS シリーズ3作目。

## 概要
16ステーション・最大32人まで同時にプレイ可能なプッシャーゲームである。直径約6.4m・高さ約3.8m（最大部）と、シリーズ過去作の「GRAND CROSS」および「GRAND CROSS PREMIUM」と同様に業務用のメダルゲーム機としては類を見ない大きさで、プッシャーマシンとしては世界最大級の筐体サイズとなっている（もっとも、メダルゲームというジャンルは日本独自のものではあるが）。
コナミのネットワークサービス e-AMUSEMENTに対応しており、ジャックポットやプレミアムモード（後述）などの獲得枚数ランキングが集計されている他、オンラインでのバージョンアップが行われている。
前作に引き続きe-AMUSEMENT PASSにも対応し、ジャックポットやプレミアムモードの獲得履歴といった各種データの閲覧や音量調整などが各ステーションで可能。また今作から、交通・流通ICカードやe-AMUSEMENT PASSに登録した電子マネー対応携帯電話（おサイフケータイ）も使用できる。2018年10月25日より、セガ・インタラクティブの「Aime」（Amusement IC対応カードのみ）並びにバンダイナムコアミューズメントのバナパスポート（Amusement IC対応カードのみ）にも対応するようになった。
本作は奥秋政人がTeam Fortune在籍時代にプロデュースを担当した最後の作品となった（以後奥秋はコナミ社内のメダルゲーム開発部の統括に就任している。また、Team Fortuneのプロデューサーにはかつてはディレクターであった佐々木龍が就任した）。

## 各ツアー
16のステーションは4つのツアーに分けられており、それぞれのツアーで異なる演出を楽しむことができる。後述するとおり、ツアーによってサテライトチャレンジの内容が異なっている。『DREAMSPHERE GRAND CROSS』稼働店舗ではいずれかのツアーがLEGEND、DREAMSPHEREまたはPREMIUMに差し替えられて遊べなくなっており、該当ツアー限定のムービーおよび称号が獲得できなくなっている。
- 1 - 4番： トイツアー 
  - メインキャラクターはおもちゃが好きなネズミのトゥーウィー
- 5 - 8番： フードツアー 
  - メインキャラクターは食と甘いものが好きなカエルの王様、バッフェ。
  - サブキャラクターはケチャップとマスタードのコンビ。
- 9 - 12番： ミュージックツアー 
  - メインキャラクターは女の子のシャープと男の子のフラット[4]。
  - このツアーに限り、サブキャラクターが存在しない。
- 13 - 16番： ライドツアー
  - メインキャラクターはニワトリのスパーダ[5]。

## ゲームの流れ
レバーで投入位置を調節し、プッシャーフィールドにメダルを投入する。メダル受けから左右にメダルを滑らせるだけで簡単にフィールドへ投入できる、独自のメダル投入口を採用している。
プッシャーフィールドからメダルが落ちる際に、チャッカーにメダルが入るとスロットが回転する。最大10回転まで保留可能で、ステーション画面左にストックが表示される。ストックが一杯になった状態からさらにチャッカーにメダルが入ると、スロットでのメダル当選枚数がアップする（30枚→50枚→70枚）。ただしチャッカーに入ったメダルは、他の多くのプッシャーゲームとは異なり内部に回収されるので、それを考慮に入れる必要がある。

### スロットの当選役
222 / 444 / 666 / 888メダル払い出し（30 - 70枚）、STAGE STEP。イラストはサブキャラクターが描かれている。サブキャラクターが存在しないミュージックツアーでは楽器が描かれている。
111 / 333 / 555 / 999メダル払い出し（30 - 70枚）、確率変動に突入。確率変動中は「チャンスウィング」が立ち上がり、チェッカーにメダルが入りやすくなる。普通数字絵柄が揃うまで確変継続。連チャンの場合は通常の払い出しとは別に、（連チャン数-1）×10枚のメダルが連チャンボーナスとして払い出される。イラストはメインキャラクターが描かれている。また、数字こそ揃いはしないものの、これらの数字が光っているものが3つ揃った場合（揃わない場合は偶数数字が必ずとまる）は、「GRAND CROSS CHRONICLE CHANCE」に突入、ボタンの連打でより期待度の高いリーチの獲得を目指すことになる。このとき、偶数図柄のリーチが来たら当選確定、再抽選はない。
SSS直接SATELLITE CHALLENGEに突入。
777直接SPECIAL SATELLITE CHALLENGEに突入。
BALL3つ揃うとボールを獲得することができる。フィールド横に抽選機構があり、通常はフィールドの奥にボールが投入されるが、抽選中前後に動いている「LUCKY POCKET」にボールが入るとフィールドの手前に投入される（同時にメダル10枚獲得）。
SUGOROKUサイコロマークの図柄。スロットで3つ揃うと、メダル払い出し（10 - 30枚）の後、スゴロクゲームとなる。
メダルマークスロットのセンターリールにこの図柄が止まると、メダル5枚が払い出される（左右のリールにもシンボルはあるが、通常ゲーム中は止まることは無い。プレミアムモード中は3つ揃うことでストックのレベル(1.2.3)×10枚の払い出しがある）。
スロットの当選後、再抽選に突入する場合があり、時計の針が一周するまでに確変絵柄が選択された場合確変となる。
確率変動中に7以外の奇数が当選した場合、確変ボーナスとして追加で10枚のメダルが払いだされる。このボーナスは確変が継続する度に10枚ずつ枚数が増加していく。また再抽選の時に電子音がなると777が確定で揃う。
普通数字絵柄が揃う度に画面下部の「STAGE STEP」が一つ進む。ステージは太古→古代→中世→レトロ→未来と進み、未来ステージで普通絵柄が当選すると、ボーナスとして4つの宝箱の中から1つを選び、100WIN、スペシャルボール、DIRECT SATELLITE CHALLENGE、DIRECT SPECIAL SATELLITE CHALLENGEの4種類のうちいずれかを得ることができる。フィールド上のボールを落とし、「あなたの番です」や「あとx人待ち」と表示されているときに、ゴールボーナスを受け取るとボーナスの内容が必ず100WINかスペシャルボールになる。

### スゴロクゲーム
スロットで「SUGOROKU」が3つ揃うと、スゴロクゲームとなる。ボタンでサイコロを振り、止まったマスによってメダル配当やボールなどを得ることができる。なお、前作までとは異なりスゴロクのマップは一つのツアーで共有となっている。
- BONUS - 通過するごとに払い出しメダル数が25加算される。停止した場合表示されている枚数のメダルを払い出す。初期値100、最大値999。
- SP BALL - スペシャルボールがフィールドに払い出される。
- NORMAL BALL - ノーマルボールがフィールドに払い出される。
- CARD - 次回サテライトチャレンジで一度に変更されるカードが1枚増える。サテライトチャレンジに突入する前にさらにカードを得ることができればその度にカードが追加される。最大5枚。トイ、ミュージックのみ。
- ODDS - 示された枚数のオッズが、2枚のビンゴカードに加算される（どのカードに加算されるかはランダム）。+10、+30、+50の3種類。フード、ライドのみ。

## SATELLITE CHALLENGE
フィールドからノーマルボールが落ちるか、スロットで「S」を3つ揃える、ゴールボーナスでDIRECT SATELLITE CHALLENGEが当選することで、ステーション前方にあるサテライトで抽選が行われる、サテライトチャレンジに突入する（サテライトは各ツアーに1つずつ割り当たっている）。
今作ではサテライト盤が変更され、トイツアーとミュージックツアーは「スペード」「ハート」「ダイヤ」「クラブ」「JP CHANCE」各1つずつ、計5個の穴（ポケット）のサテライト、フードツアーとライドツアーは「1」 - 「8」の数字が各1つずつと「JP CHANCE」2つ、計10個の穴のサテライトとなっている。このため、穴の数に違いはあれど、どのツアーでも「JP CHANCE」に入る確率は1/5になっている。

### SATELLITE CARD CHALLENGE
穴は全部で5個、そのうちJPチャンスが1個。トランプの絵柄を使用したポーカーゲーム。ステーション画面の上部に、現在獲得している絵柄が表示される。ビンゴオッズのような概念が無く、成立した役に応決まっている。
サテライトチャレンジのランプ表示は以下の通り。
- 紫…GRAND JACKPOT CHANCE
- 青…スペード
- 黄…ダイヤ
- 緑…クラブ
- 赤…ハート

同じ絵柄が揃ったカードの枚数に応じてメダルが払い出される。配当は以下の通り。
- 1PAIRS…30WIN+カードチェンジ
- 2PAIRS…50WIN
- 3CARDS…75WIN
- FULL HOUSE…100WIN
- 4CARDS…150WIN
- 5CARDS…300WIN

カードチェンジになった場合、最大3回までカードを変更することができる。

### SATELLITE BINGO CHALLENGE
サテライトの穴は全部で10個あり、そのうちJPチャンスが2個。左からレッド・ブルー(HIGH CHANCE)・グリーンのビンゴカードがステーション画面の上部に配置されている。ビンゴオッズはレッド・グリーンが30スタート、ブルーが100スタート。スゴロク（後述）で10・30・50、サテライトチャレンジで番号が重複した場合は20上昇し、最大で500まで上昇させることができ、500に到達した場合は「MAX」の文字が表示される。
サテライトチャレンジのランプ表示は以下の通り。
- 紫…GRAND JACKPOT CHANCE
- 赤…レッドビンゴカードリーチ
- 緑…グリーンビンゴカードリーチ
- 青…ブルービンゴカードリーチ
- 白…NO BINGO(ステップアップ)
- 赤と緑が交互に点灯…レッドビンゴカード・グリーンビンゴカード共にリーチ

なお、ブルービンゴカードリーチの数字がレッドビンゴカード・グリーンビンゴカードも同時にリーチになっている場合でも、ランプ表示は青のみである。
ブルービンゴカードの初期枚数は100枚からレッドカードとグリーンカードは30枚から
メダルの配当は、各ビンゴカードのビンゴオッズ×ビンゴしたライン数の合計である。
今作ではJPチャンス確率が1/5になった関係でビンゴの当選数字が1 - 8になったため、ビンゴカードに9番が存在せず、フリースポットとして常に埋まっている「★」が追加された。
ビンゴ後の初期状態は、レッドビンゴカードおよびグリーンビンゴカードはビンゴしたラインが「★」以外全て抜けた状態となることもある。したがって、初期リーチが無い場合もある。ブルービンゴカードは1ラインだけがリーチになった状態となる。
ビンゴによる獲得枚数が合計500枚以上になると、「STATION NO.xx BINGO BIG HIT xxxx枚獲得！」のテロップが全ステーション画面に流れる。
こちらのサテライトチャレンジには、初代GRAND CROSSにあった「BALL STEP」があり、いずれのビンゴカードでもビンゴが成立しなかった場合（ランプ表示が白のポケットに入賞した場合）にステップが上がる。1 - 3ステップ目はノーマルボール、4ステップ目はスペシャルボールの獲得となる。4ステップ目が終わると、再び1ステップ目に戻る。

### SPECIAL SATELLITE CHALLENGE
金色のスペシャルボール（スゴロクゲームやBALL STEPなどで獲得できる）をフィールドから落とすか、スロットで「7」を揃える、ゴールボーナスでDIRECT SPECIAL SATELLITE CHALLENGEが当選するとスペシャルサテライトチャレンジとなる。「100」が2つと「JP CHANCE」の3つのポケットで構成される内周にボールが投入される。「100」が2つ隣接し、「JP CHANCE」がある程度離れた位置にあるため、必ずしも確率は3分の1とはいえない。

## GRAND JACKPOT CHANCE
各種サテライトチャレンジで「JP CHANCE」にボールが入ると、筐体中央の抽選機構で大きなボールが発射され、ボールの入賞したポケットによって様々なボーナスが得られる。
- GOLD JACKPOT - センター画面に表示されたゴールドジャックポットの枚数分のメダルを獲得する。この枚数は、各プレイヤーのグランドジャックポットチャンス終了の度に25枚加算される（ただし、JP獲得時には加算されない）。初期値1000枚〜5000枚。最大貯留 - 9999枚（ほとんどの店舗が5000枚か9999枚に設定している）。確率1/20。
- SILVER JACKPOT - センター画面に表示されたシルバージャックポットの枚数分のメダルを獲得する。この枚数は、各ステーションのメダルの投入によって増加する（1枚の投入につき0.03枚分増加）。初期値500枚〜5000枚。最大貯留 - 9999枚（ほとんどの店舗が5000枚か9999枚に設定している）。確率1/20。
- CHANCE - プレミアムチャンス。確率3/20。
- BINGO - BIGビンゴチャンス。確率3/20。
- 100 - メダル100枚払い出し。確率3/5。

今作から、他のステーションがジャックポットチャンスに挑戦中で抽選待ちが生じた場合は、画面中央上部に「抽選中 ●人待ち」と表示され、通常ゲームに復帰して通常スロットをプレイできるようになった。抽選待ちが解消されると表示が「あなたの番です」となり、ジャックポットチャンスが始まる。このときスロット画面だった場合はスロットの途中でもジャックポットチャンスに移行し、サテライトチャレンジやメダル払い出しの途中だった場合はそれが終わり次第ジャックポットチャンスに移行する。また、抽選待ちの間に行ったサテライトチャレンジにおいて「JP CHANCE」に入賞し、かつ抽選待ちが解消されていなかった場合は、抽選待ち人数とジャックポットチャンスの残り回数が交互に表示されるようになる。
今作でもe-AMUSEMENT PASS使用時においてBGMの選択が可能であり、前作『PREMIUM』で選べた4曲に加え、新たに以下の2曲が追加されている。
- レクイエム「怒りの日」（ウェルディ）
- 交響曲第25番 ト短調 K.183 第1楽章（モーツァルト）

### プレミアムチャンス
GRAND JACKPOT CHANCEでボールが「CHANCE」に入賞すると、プレミアムチャンスとなる。センター画面で最大9枚のパネルから1枚をめくり、それに応じたボーナスを獲得することができる。初期パネルは100WIN：3枚、200WIN：3枚、300WIN：2枚、PREMIUM MODE：1枚となっており、開かれたパネルは誰かがPREMIUM MODEを開くまで、以降の抽選時には使われなくなる。PREMIUM MODEが開かれた時点でパネルがリセットされ、次回は再び9枚からの抽選となる。
- WIN
  - 100 - メダル100枚払い出し。
  - 200 - メダル200枚払い出し。
  - 300 - メダル300枚払い出し。
  - PREMIUM MODE - プレミアムモードに突入する。

### BIGビンゴチャンス
GRAND JACKPOT CHANCEでボールが「BINGO」に入賞すると、BIGビンゴチャンスとなる。
BIGビンゴチャンスでは、抽選機のポケットが1 - 20の番号に変わり、再び抽選ボールが発射される。入ったポケットの番号によってビンゴカードの数字が埋まる。挑戦ステーションがライン数問わずビンゴを完成させるまで、ビンゴカードはそのままの状態で以降の抽選に引き継がれ、ビンゴを完成させた時点でそのビンゴカードのビンゴしたラインがビンゴしてないラインになる。
配当は以下の通り。払い出しは、3ラインビンゴのみジャックポットのときと同様に行われ、それ以外は各ステーションの払い出し口から行われる。
- NO BINGO（USEDナンバー〈重複番号〉）…100WIN
- NO BINGO（NEWナンバー）…200WIN
- 1ラインビンゴ…500WIN
- 2ラインビンゴ…1500WIN
- 3ラインビンゴ…5000WIN

## PREMIUM MODE
このモード中は、メダルマーク（プレミアムモード専用のメダルマーク）が高頻度で3つ揃うようになる。通常のスロットと同じように、ストックが一杯の状態でさらにチェッカーにメダルを入れることで払い出し枚数が上昇し、メダルマークの色が銅・銀・金の順に10枚・20枚・30枚の払い出しとなる。図柄がそろった場合は、通常時と同じくスロットストックの色が銅・銀・金の順に30枚・50枚・70枚の払い出しとなる。また、サテライトチャレンジの「継続」「終了」のポケットが入れ替わる。
このモード中のサテライトチャレンジは、モードの継続・終了が抽選される。「継続」の図柄のポケットに入るとプレミアムモード継続、「終了」の図柄のポケットに入ると通常のスロットに戻る。また、「JP CHANCE」はモード継続の上でグランドジャックポットチャンスに突入する。どのポケットでも、入るとメダル100枚が払い出される（よって、「JP CHANCE」の場合は最低200枚の払い出しが保証される。ただしこのときプレミアムモードのWIN数に計上されるのはサテライトチャレンジの100枚のみ）。スペシャルサテライトチャレンジの“100”ポケットは「継続」となるため、スペシャルサテライトチャレンジではモード継続が確定することになる。
このとき流れるBGMはAndrew W.K.の『学園天国』。最初はステーションBGMとして流れるが、3000WINを突破すると全体BGMとして流れるようになる（このときステーションのスピーカーからは効果音しか出なくなる。ただしサテライトチャレンジ時を除く）。なおDREAMSPHERE GRAND CROSSを導入した筐体では全体BGMとして流れないので効果音のみになる。

## ラブプラスとの連動
同じくコナミのメダルゲームで、2011年2月24日より順次稼働開始している『ラブプラス MEDAL Happy Daily Life（以下ラブプラスメダル）』との連動機能として「リアルデート」が追加された。連動にはe-AMUSEMENT PASS（カードタイプ・携帯電話両対応）が必要で、なおかつ同一店舗に両方の機種が設置されている場合のみアイテムが受け取れる。また有効期限内に遊ばないと消滅してしまう。
ラブプラスメダルをプレイ中、彼女からのプレゼントでグランドクロスのリンクアイテムを受け取ると、当ゲームでリアルデートが楽しめる。アイテムを受け取ったラブプラスメダルのプレイデータが記録されたe-AMUSEMENT PASSをカードリーダーに乗せると自動認証され、モニターにラブプラスメダルのタイトル画像が表示された後彼女が登場、ノーマルボールが1個フィールドに払い出されリアルデートが始まる。デート中彼女は様々なリアクションを見せ、ボタン操作が必要なイベント発生時にはプレイヤーに代わって彼女が操作することもある。またMY PAGEからARコードを呼び出して、iOSデバイス（iPhone・iPod touch第4世代以降）向けアプリケーション『ラブプラスi』バージョン1.4.0以降のメダルデートAR機能で撮影することもできる。なお彼女のリアクション以外に、画面右下部に表示される彼女イラストでもデート中であることが確認できる。
リアルデートを終了させるには、リーダーからe-AMUSEMENT PASSを取り除くか、GRAND JACKPOT CHANCE終了後に（JACKPOT獲得成功・失敗問わず）彼女が終了するか尋ねてきた時にボタン操作で終了させる。ボタン操作で終了させない限り、別のステーションに移ってもデートは継続されるが、ボールは払い出されない。リアルデート終了後、同じe-AMUSEMENT PASSで再びラブプラスメダルをプレイすると、ゲーム開始前に彼女とリアルデートを振り返るイベントが発生する。この際JACKPOTを獲得していた場合、リアルデートの思い出として彼女の画像と獲得したWIN数が表示される。
なおリアルデートを合計5回行うと、ラブプラスメダルにおいて特別なアイテムが入手でき、ジャックポットスロットにおいて当ゲームのメインキャラクターが予告演出として登場するようになる。
続編である「DREAMSPHERE GRAND CROSS」ではリアルデート機能は省略されている。ただし「DREAMSPHERE GRAND CROSS」は旧作（CHRONICLEまたはPREMIUM）との共存が前提となっており（コンバートは最大8ステーションまで）、コンバートされていないステーションでは引き続きリアルデートを楽しめる。
現在は、ラブプラスメダルのオンラインサービスが終了したため、連動で遊ぶことはできない。

## スピンフィーバーシリーズとの連動
2011年4月26日に実施されたアップデートにより、同じくコナミのメダルゲーム『スピンフィーバー第2章 夢水晶と魔法のメロディー』との連動要素が実装された。また9月には『スピンフィーバー 夢幻のオーケストラ』との連動要素も実装された。
プレイ中スロットが回っている時に、画面上に「SPIN FEVER CHANCE」と表示されることがある。この表示が出た時にスロットが当選すると、通常の配当と共に「スピンフィーバーシリーズ」のフィーバーゲームに1回無条件で挑戦できる権利を獲得できる。なお、連動を希望しないプレイヤーのためにスゴロクゲームも選択可能。
フィーバーゲーム挑戦権は、権利を獲得した同一店舗のスピンフィーバーシリーズでのみ利用可能。同様に、スピンフィーバーで獲得したダイレクトサテライトチャレンジの権利も同一店舗でのみ使用可能。なお、このダイレクトサテライトチャレンジの権利はプレミアムモードの途中で認証を行っても使用することはできず、プレミアムモードが終了してから権利を使用することになる。
また、この連動機能は店舗によってON/OFFすることができ、スピンフィーバーではグランドクロスの特典は貰えなくし、グランドクロスではスピンフィーバーの特典がもらえるようにすることもでき、逆のタイプもある。